# Pycnocheiridiinae
Sous-famille
Les Pycnocheiridiinae sont une sous-famille de pseudoscorpions de la famille des Cheiridiidae.

## Distribution
Les espèces actuelles de cette sous-famille se rencontrent en Afrique du Sud et en Équateur. Le genre fossile a été découvert en Birmanie.

## Liste des genres
Selon Pseudoscorpions of the World (version 3.0) :
- Pycnocheiridium Beier, 1964
- Leptocheiridium Mahnert & Schmidl, 2011

et décrit depuis :
- † Procheiridium Porta, Michalik & Proud, 2020

## Publication originale
- Beier, 1964 : « Weiteres zur Kenntnis der Pseudoscorpioniden-Fauna des südlichen Afrika. » Annals of the Natal Museum , vol. 16, p. 30-90 (texte intégral).